# Pillenwerfer
Pour les articles homonymes, voir bold.
Un Bold, plus familièrement connu sous le nom de Pillenwerfer (littéralement « lanceur de pilules »), est un leurre anti-sonar allemand utilisé par les sous-marins (U-Boote) pendant la Seconde Guerre mondiale.
Il a la forme d'une canette de dix centimètres de diamètre, remplie d'un hydrate de calcium dégageant une grande quantité de bulles de gaz au contact de l'eau. Le dispositif est alors détectable par les sonars ennemis, qui peuvent le prendre pour cible à la place du sous-marin qui l'a éjecté.
Après une première expérience réussie en 1941 dans le Golfe de Gascogne, il est installé dans tous les sous-marins à partir de 1942.
Fonctionnant d'abord en eaux peu profondes durant environ trente minutes, ce qui était déjà satisfaisant pour un sous-marin en plongée, en 1944, les séries Bold 4 et Bold 5 le rendent efficace jusqu'à 200 mètres de profondeur.
Un premier modèle expérimental avait été désigné sous le nom de « Lügenbold ». Le NVK (Nachrichtenmittel-Versuchskommando, littéralement « commandement de la recherche en moyens de communication », une alliance entre la Marine allemande et Telefunken) développa un second modèle appelé « Tarnbold », simplifié plus tard en « Bold ».
Le Bold fut complété par d'autres dispositifs qui visaient à mieux imiter un sous-marin : le Sieglinde (qui pouvait être éjecté plus loin et se déplaçait à une vitesse de 6 nœuds), et le Siegmund (qui émettait une série d'explosions assourdissantes pour rendre l'écoute ennemie inopérante).